# Aba Cercato
Aba Cercato (Bologna, 1º maggio 1939) è una conduttrice televisiva e annunciatrice televisiva italiana, attiva per la Rai dal 1959 al 1983.

## Biografia
È entrata in Rai nel 1959 come signorina buonasera dalla sede di Roma; nel 1961 è stata scelta per inaugurare le trasmissioni del Secondo Programma (l'attuale Rai 2) ed è diventata rapidamente uno dei volti più conosciuti della televisione italiana. Ha presentato e condotto, in Rai prima e a Canale 5 poi, programmi di generi diversi, spaziando dalla musica leggera e classica, alla medicina, alla politica, all'attualità, allo spettacolo per l'Italia e per l'estero. Il 21 luglio del 1983 ha lasciato la Rai per entrare a Canale 5, dove ha condotto il programma del mattino Buongiorno Italia.

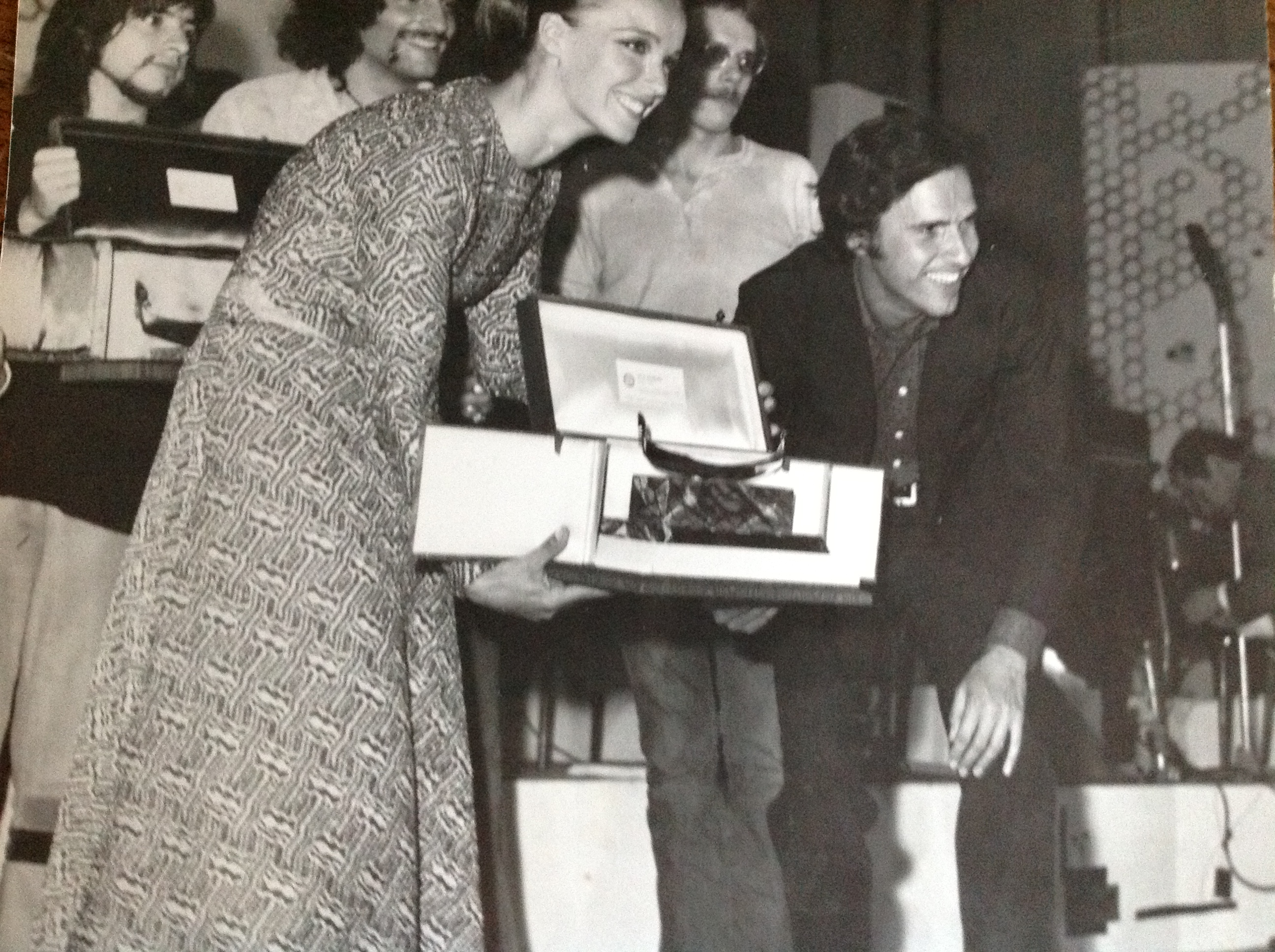
Aba Cercato consegna la Gondola d'oro a Riccardo Del Turco per Luglio, alla Mostra internazionale di musica leggera del 1969

Dal 1972 è iscritta all'Ordine dei giornalisti, nell'elenco dei pubblicisti. Tra le sue collaborazioni si ricorda quella quinquennale con il Radiocorriere TV, con una rubrica fissa dal titolo 5 minuti insieme.
Anche la figlia, Giulia Boschi, ha inizialmente intrapreso la carriera artistica, per poi dedicarsi all'insegnamento universitario. La nipote Flavia Cercato è invece una nota conduttrice radiofonica.
Verso la fine degli anni sessanta, l'azienda alimentare Maggiora mise in commercio, per un certo periodo di tempo, un tipo di fette biscottate chiamate "Aba", per le quali la Cercato fu anche scritturata per il relativo spot pubblicitario. Prestò la sua immagine anche per l'azienda calzaturiera Valleverde.

## Trasmissioni televisive
Tra le varie trasmissioni si ricorda:
- Za-bum, con Walter Chiari, Fred Bongusto, Elio Pandolfi, Ave Ninchi (Secondo Canale, 1964)
- Panorama Italiano, notiziario in italiano e francese per i residenti all'estero in onda in tutta l'America del nord e del Sud, in Canada, Costa atlantica dell'Africa ed in altri paesi di lingua francese (dal 1965)
- Mostra internazionale di musica leggera di Venezia, in diretta da piazza San Marco e dal Palazzo del Cinema (1966-1975)
- Oggi al Parlamento (poi Settegiorni al Parlamento), resoconti dei lavori parlamentari giornalieri e settimanali (1966-1969)
- Diapason d'or della musica (1968)
- Tribuna elettorale Inchiesta, ciclo di trasmissioni curate da Jader Jacobelli, dopo le elezioni, con i rappresentanti dei partiti (1968-1970)
- Topolino ha quarant'anni (1970)
- Piccola ribalta, orchestra di Marcello De Martino (1971)
- Le Voci Nuove Verdiane, dal Conservatorio di Musica Giuseppe Verdi di Milano, presentazione di giovani cantanti lirici (1971)
- Canzonissima, il giorno dopo (1971-1972)
- Le Voci Nuove Rossiniane, dal Conservatorio di Musica Giuseppe Verdi di Milano (1972)
- Nuovi Solisti, da Napoli per l'“Autunno Musicale Napoletano”, con l'orchestra Scarlatti, diretta dal Maestro Franco Caracciolo (1974-1975)
- Un uomo e la sua musica: Burt Bacharach (1975)
- Caro Direttore, interviste in studio ai direttori dei principali quotidiani italiani (1979-1980)
- Big bands (1981)
- Si fa per dire, programma settimanale, ideato e condotto, che da un modo di dire risaliva al fatto storico che lo aveva generato (1982)
- Buongiorno Italia, programma quotidiano in onda tutte le mattine per tre ore, ideato e condotto, con ospiti e rubriche (Canale 5, 1983-1985)
- Come stai?, programma settimanale sulla salute, basato sulla prevenzione con la consulenza scientifica del professor Vittorio Staudacher; ospiti in studio professori di tutte le branche della medicina e interviste a personaggi pubblici sul loro rapporto con la salute (Canale 5, 1985-1986)

## Riconoscimenti
- Microfono d'Argento (1959)
- Anfora d'Oro (1960)
- Premio Trevi
- Oscar Europeo per la miglior presentatrice (1968)
- Maschera d'Argento (1969)